# Dámaso Antonio Larrañaga
Dámaso Antonio Larrañaga (Montevideo, 10 de desembre de 1771 – ibídem, 6 de febrer de 1848) va ser un polític, naturalista, botànic i religiós uruguaià, un dels principals responsables de la fundació de la Biblioteca Nacional del seu país. Va contribuir a més amb la creació de la Universitat de la República.
Com a diplomàtic, va tenir una rellevant actuació durant el naixement de l'Uruguai com a nació.